# 村居田古墳

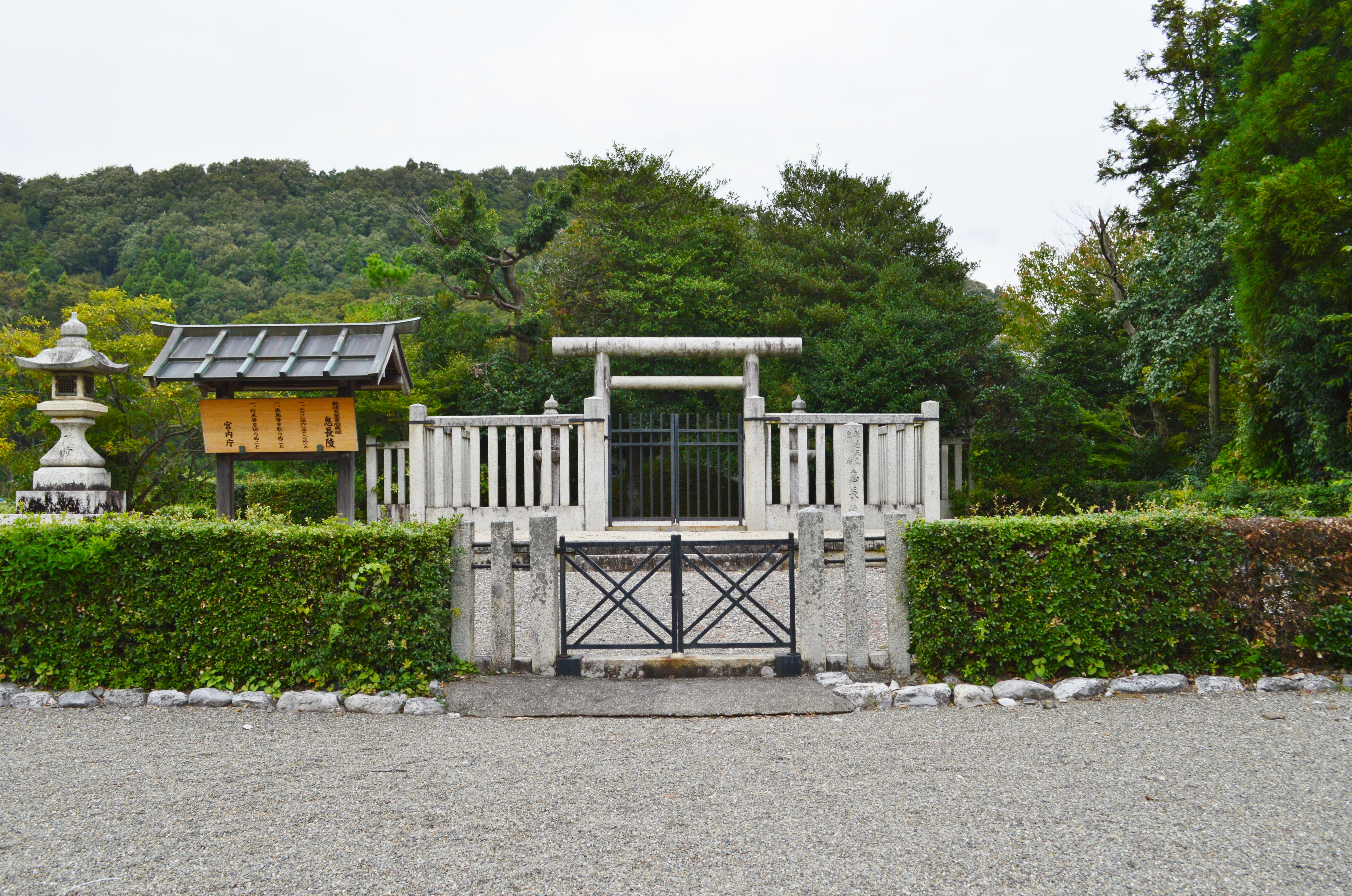
広姫息長陵 拝所元禄期の出土遺物の埋納地。明治期に円丘が築かれて陵に治定。

村居田古墳（むらいだこふん）は、滋賀県米原市村居田にある古墳。形状は一説に前方後円墳。長浜古墳群を構成する古墳の1つ。
実際の被葬者は明らかでないが、一部が宮内庁により「息長陵（おきながのみささぎ）」として第30代敏達天皇皇后の広姫の陵に治定されている。

## 概要

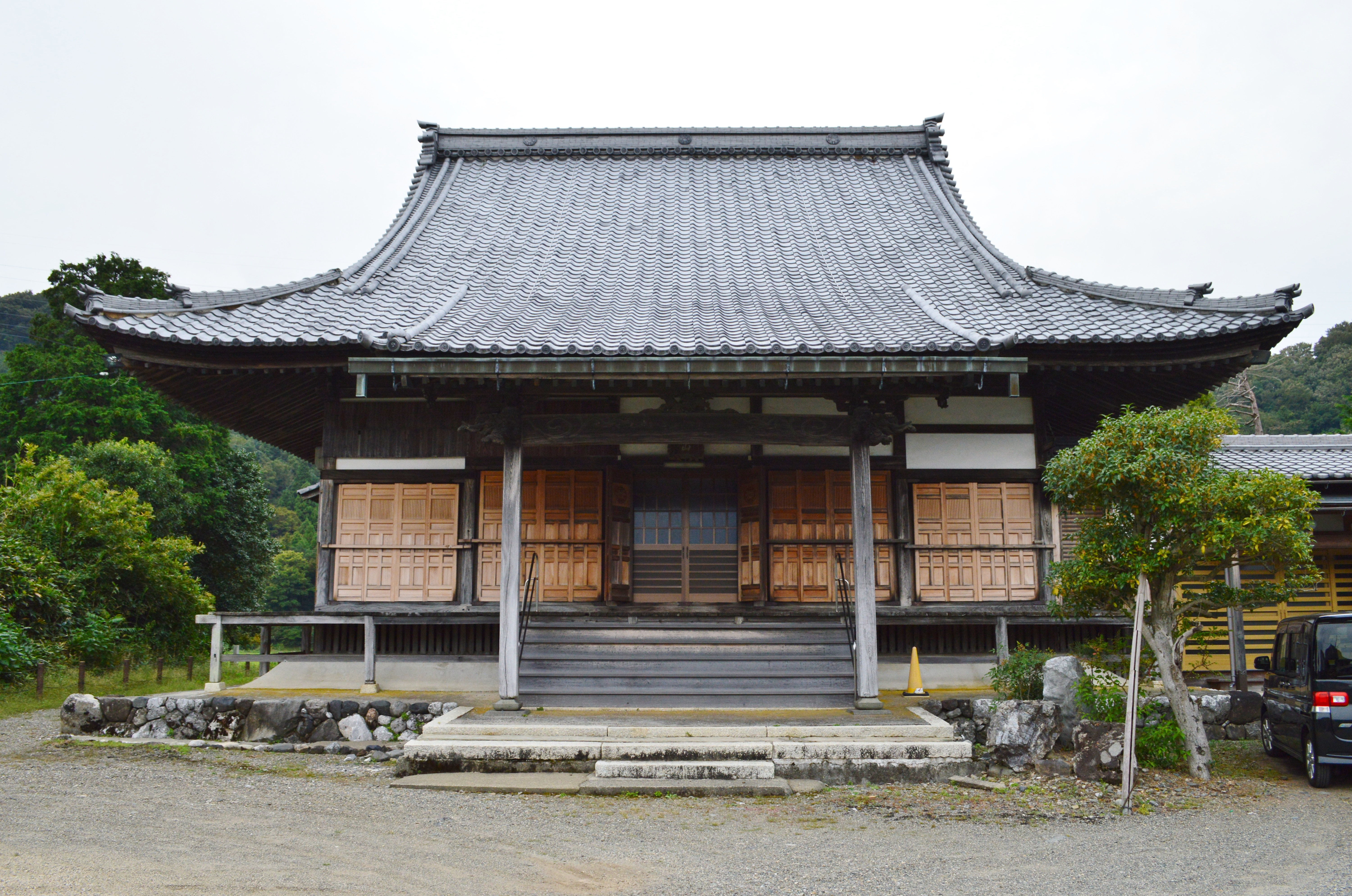
荒陵山光運寺本堂左側に村居田古墳残丘。

滋賀県北東部、湖北地方の横山丘陵の北端部付近に築造された古墳である。一帯では長浜茶臼山古墳（長浜市東上坂町）・垣籠古墳（長浜市垣籠町）などとともに長浜古墳群（横山北部古墳群）を構成する。『坂田郡志』によれば、元禄9年（1696年）の荒陵山光運寺の本堂改築の際に発見されて石槨内から石棺等が出土したが、それらは別の場所に埋納された（現在の息長陵本地）。この時に墳丘の大部分が削平されており、墳丘の残丘部分も現在は息長陵付属地として宮内庁の管理下にあるため、これまでに本格的な調査はなされていない。
墳形は削平のため明らかでないが、前方後円墳の可能性が指摘される。周辺では埴輪片（円筒埴輪）が検出されている。埋葬施設は明らかでないが、施設内部には家形石棺が据えられていた。石棺古図によれば縄掛突起4個を有する阿蘇溶結凝灰岩（阿蘇ピンク石）製の石棺とされ、同製の石棺としては東限になる可能性が指摘される。また『輿地志略』によれば、元禄の発見の際には石棺とともに宝冠・大刀・鏡なども出土したが、これらの副葬品も石棺とともに埋納されたという。
この村居田古墳は、石棺・出土埴輪より古墳時代中期中葉-後半の5世紀中葉-後半頃の築造と推定される。長浜古墳群では長浜茶臼山古墳に後続し、垣籠古墳に先行する首長墓に位置づけられる。被葬者は明らかでなく、前述のように現在は宮内庁により広姫（6世紀中頃）の陵に治定されているが、築造年代は活動年代に合わずその可能性は低いとされる。横山丘陵南端部では息長氏（おきながうじ）の首長墓群に比定される息長古墳群の築造も知られるが、長浜古墳群は息長古墳群の前代首長墓群に位置づけられるため、息長氏の発展を巡る当時の歴史的背景を考察する説も挙げられている。

## 遺跡歴
- 元禄9年（1696年）、光運寺本堂の改築工事の際に石槨・石棺等の発見。領主検分ののち出土遺物を堀居氏邸内に埋納[5][3]。
- 1872年（明治5年）10月、教部省による現地検察。石槨石材・石棺蓋について模写[3]。
- 1874年（明治7年）5月、教部省により息長陵に考証[5]。
- 1875年（明治8年）
  - 7月、陵掌・陵丁の設置[5][3]。
  - 9月、遺物埋納地に新たに円墳を築き御陵とする太政官決定[5]。
- 1877年（明治10年）
  - 10月、兆域確定時に堀居氏が邸地の一部を献納[3]。
  - 11月、御陵造営[3]。
- 1883年（明治16年）10月、旧御陵地も宮内省管轄下に治定[3]。
- 1884年（明治17年）12月、陵掌・陵丁の廃止、守部1名の設置[3]。
- 1895年（明治28年）9月、石柵設置[3]。

## 被葬者
村居田古墳の実際の被葬者は明らかでないが、宮内庁では第30代敏達天皇皇后の広姫（ひろひめ）の陵に治定している。広姫について、『日本書紀』では敏達天皇4年（575年?）11月に崩御したとするが、陵の記載はない。『延喜式』諸陵寮では遠墓の「息長墓」として記載され、近江国坂田郡の所在で、兆域は東西1町・南北1町で守戸3烟を毎年あてるとする。その後、息長墓の所在に関する所伝は失われ、後世の坂田郡内には「皇后塚」と称される古墳が数ヶ所存在していた。村居田古墳もその「皇后塚」の1つになる。
前述のように、村居田古墳では元禄9年（1696年）に石棺等が出土したのち堀居氏邸内に埋納され、1874年（明治7年）5月には教部省により息長陵に考証、1875年（明治8年）7月には掌丁付置が命じられたが、上述の経緯を踏まえて同年9月に遺物埋納地に円丘が築かれてそれが息長陵に定められた。その後、光運寺本堂南側の古墳残丘は息長陵付属地と定められ、陵の参道に囲い込まれている（この息長陵付属地を遺物埋納地に比定する解釈もある）。ただし、前述のように村居田古墳の築造年代は広姫から遡る時期であるため、現在では広姫の陵である可能性は低いとされる。